# Józef Chłopicki
Józef Grzegorz Chłopicki herbu Nieczuja (ur. 14 marca 1771 w Kapustynie, zm. 30 września 1854 w Krakowie) – generał dywizji Wojska Polskiego, uczestnik insurekcji kościuszkowskiej, wojen napoleońskich, powstania listopadowego; baron cesarstwa, baron w Królestwie Polskim w 1820, wolnomularz.

## Początki kariery
Syn Franciszka Chłopickiego, cześnika bracławskiego i Marianny Lenkiewicz. Od najmłodszych lat przejawiał zainteresowanie sprawami wojskowymi, które dodatkowo podsycał jego starszy brat Andrzej, niewidomy zakonnik walczący kiedyś w konfederacji barskiej. Uczył się niezbyt chętnie. W wieku 14 lat uciekł ze szkoły klasztornej i wstąpił do wojska. W roku 1788 wystąpił z armii polskiej i zaciągnął się do rosyjskiej, walczącej z Turcją, jednak już po roku wrócił do Polski. Po dwóch latach zdobył stopień chorążego.
Brał udział w kampaniach wojny polsko-rosyjskiej 1792 roku (m.in. w bitwie pod Zieleńcami). Po II rozbiorze Polski jego regiment wcielono do armii rosyjskiej. Chłopicki nie złożył dymisji, co uczyniło wielu innych oficerów, dzięki czemu dosłużył się stopnia porucznika.
Po wybuchu insurekcji kościuszkowskiej w roku 1794 po raz kolejny zmienił mundur i wstąpił do armii powstańczej. Walczył w dywizji Ponińskiego m.in. osłaniając linię Wisły przed klęską pod Maciejowicami.

## Wojny napoleońskie
Po III rozbiorze udał się na emigrację i w 1797 roku wstąpił do Legionów Dąbrowskiego, gdzie został przyjęty w stopniu kapitana. W 1798 roku otrzymał awans na majora. Brał udział we wszystkich większych bitwach Legionów. W roku 1799 awansowany na szefa batalionu przez Dąbrowskiego, wielokrotnie dawał dowody umiejętności dowódczych. Odznaczył się w bitwie nad Trebbią, gdzie został ranny, walczył pod Novi. Brał udział w roku 1801 w oblężeniu Mantui. W 1802 roku został wysłany na południe Włoch, gdzie walczył z partyzantami. Był członkiem loży wolnomularskiej L’Union we Włoszech. W roku 1805 wrócił na północ, gdzie Francuzi oblegali wojska austriackie w Wenecji. Wyróżnił się 24 grudnia pod Castel Franco, gdzie dowodzony przez niego II batalion legionów odparł dwie szarże kirasjerów biorąc wielu z nich do niewoli.
Walczył we Włoszech do 1806 roku. Pod koniec tego roku wyruszył z częścią swoich sił na Śląsk, gdzie – za sprawą dekretu Napoleona z dnia 6 kwietnia 1807 – powstawał Legion Polsko-Włoski. Chłopicki otrzymał awans na pułkownika i dowódcę 1 pułku tej formacji. Następnie Legia Polsko-Włoska, tworzona w Nysie, Brzegu, Wrocławiu (pułki piechoty) Korfantowie, Prudniku (pułk ułanów), po zdobyciu twierdz śląskich przeniesiona została do Westfalii. 20 marca 1808 roku pułki przeszły na żołd Westfalii. 31 marca rozformowano Legię Polsko-Włoską i sformowano ponownie pod nazwą Legii Nadwiślańskiej. Pułkownik Chłopicki stanął na jej czele.

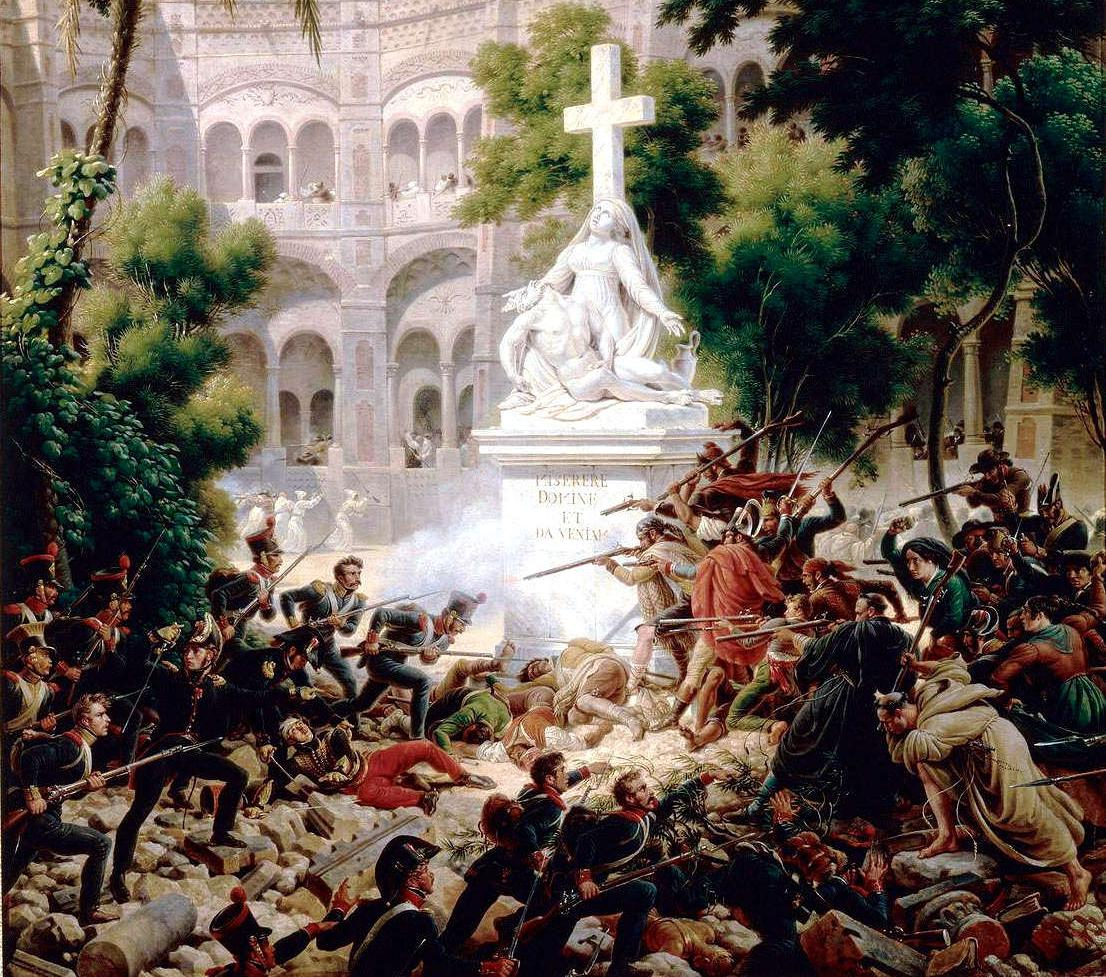
Krwawy szturm klasztoru Santa Engracia przez piechurów Chłopickiego podczas drugiego oblężenia Saragossy, 1809

Przerzucony do Hiszpanii odznaczył się przy pierwszym i drugim oblężeniu Saragossy. Uważany był za odważnego i dobrego dowódcę liniowego formacji piechoty. Służył pod rozkazami generała (później marszałka) Sucheta, który wielokrotnie powierzał mu samodzielne dowodzenie. Brał udział w oblężeniu Tortosy, gdzie został ranny odłamkiem granatu, Saguntu i Walencji. W 1808 roku odbyła się bitwa pod Epilą, w której sam dowodził. Rozbił w niej wielokrotnie liczniejsze oddziały regularne hiszpańskiej armii. W 1809 mianowany generałem brygady, walczył w Hiszpanii do 1812 roku. W tym czasie brał udział w licznych bitwach i potyczkach m.in. pod Tudelą i pod Sagunto, gdzie znakomicie dowodził całym prawym skrzydłem korpusu Sucheta.
Został odznaczony Legią Honorową (Kawaler – 26 czerwca 1808, Oficer – 9 lipca 1808), włoskim Krzyżem Korony Żelaznej i Komandorskim Krzyżem Virtuti Militari. Mianowano go także baronem cesarstwa i otrzymał apanaże w kwocie 12 000 franków.
W roku 1812 razem z Legią Nadwiślańską powrócił do Polski, by wziąć udział w wojnie przeciwko Rosji. 4 pułki legii pod jego dowództwem włączone zostały do gwardii cesarskiej, dywizji generała Claparéde. Miał to za złe Napoleonowi, podobnie jak mianowanie go na stopień generała dywizji przez księcia warszawskiego Fryderyka Augusta (której to nominacji nie przyjął), a nie przez Cesarza. W czasie wyprawy na Moskwę bił się pod Borodino. W starciu na przedpolach Moskwy Chłopicki został ciężko ranny w nogę. Leczył się długo, do grudnia 1813 roku. W tym czasie podał się do dymisji.

## W Królestwie Polskim
W 1814 po upadku Napoleona wstąpił do Wojska Polskiego formowanego pod patronatem cara Aleksandra I. Otrzymał tam stopień generała dywizji i dowództwo 1 Dywizji Piechoty. Jako specjalista cieszył się początkowo uznaniem wielkiego ks. Konstantego. Okazało się jednak, że nie zawsze jest w stanie porozumieć się z Konstantym. Po kilku utarczkach słownych doszło do następującego wydarzenia: Chłopickiemu zrobiło się gorąco i rozpiął mundur w czasie parady na placu Saskim. Został za to zwymyślany przez wielkiego księcia, który oświadczył mu, że jest aresztowany. Chłopicki poszedł do domu, a później odesłał Konstantemu swoją szpadę i na następnych paradach nie pojawiał się. Podawał się za chorego, w odpowiedzi na co Konstanty przysłał mu lekarza. Chłopicki odesłał lekarza, stwierdzając, że wielki książę powinien bardziej wierzyć słowu generała niż lekarzowi. Z przeprosinami od księcia Konstantego udał się następnie generał Dmitrij Dmitrijewicz Kuruta, szef jego sztabu, a gdy to nie poskutkowało – generał książę namiestnik Józef Zajączek i Nikołaj Nowosilcow. Chłopicki nie przyjął przeprosin. Półtora roku spędził w dobrowolnym areszcie domowym. Zyskał wtedy sympatię ludności cywilnej. W końcu jego prośba o dymisję została przyjęta w październiku 1818 roku. Po opuszczeniu armii oddał się swoim zainteresowaniom: kolekcjonowaniu map, chodzeniu do teatru i grze w karty. Nie zajmował się działalnością spiskową.
Odznaczony Orderem Świętego Stanisława I klasy w 1815 roku oraz Orderem św. Anny I klasy, a także Znakiem Honorowym w 1830 roku za 25 lat służby w Wojsku Polskim.

## Dyktator powstania

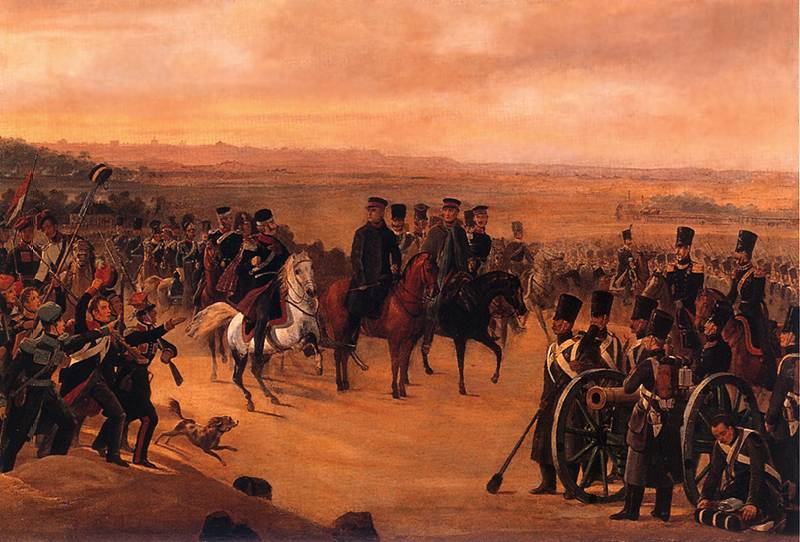
Chłopicki ze Skrzyneckim

W chwili wybuchu powstania listopadowego, w nocy z 29 na 30 listopada 1830, Chłopicki przebywał w teatrze i odmówił dołączenia do polskich powstańców. Jednak 3 grudnia 1830 przyjął zaproponowaną mu funkcję wodza naczelnego, a dwa dni później ogłosił się dyktatorem. Chłopicki nie wierzył w powodzenie powstania. Wspierany przez stronnictwo konserwatywne, sabotował działania ofensywne i opóźniał organizowanie wojska. Usiłował pertraktować z carem Mikołajem I, co ostatecznie nie przyniosło efektów, wobec carskiego żądania bezwarunkowej kapitulacji sił polskich. 17 stycznia 1831 złożył rezygnację z dyktatury. Pozostał jednak nieformalnym doradcą naczelnego wodza, księcia Michała Radziwiłła.
Walczył 19 lutego pod Wawrem, 22 lutego 1831 został mianowany dowódcą wojsk pierwszej linii. Przygotował i poprowadził bitwę pod Grochowem, w której polskie siły powstrzymały liczniejszych Rosjan. W jej trakcie został ciężko ranny w nogi.

## Ostatnie lata

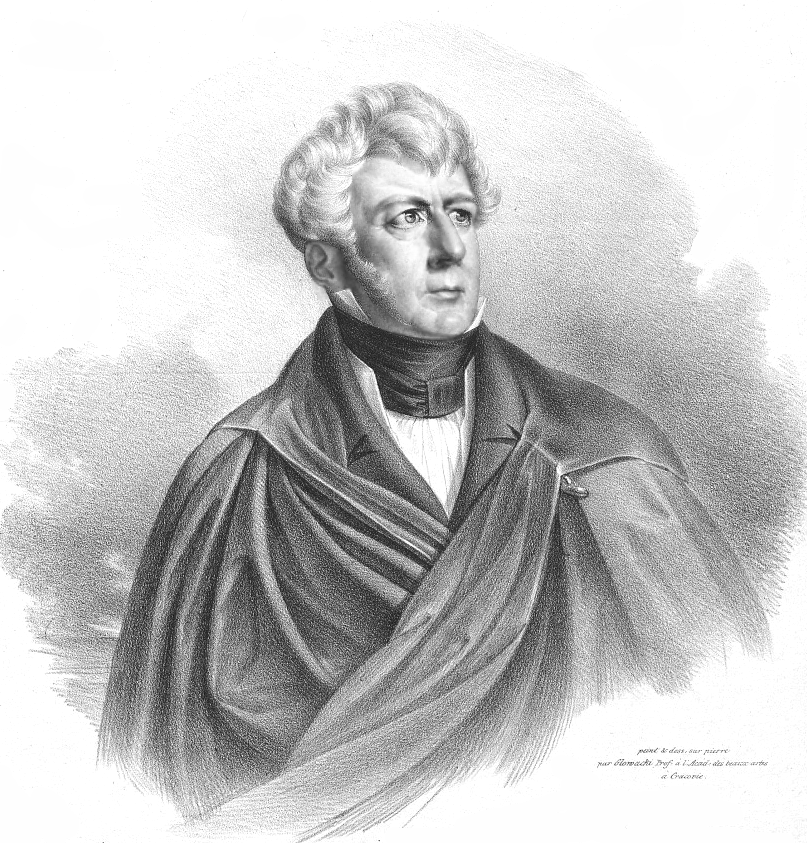
Józef Chłopicki po podaniu się do dymisji

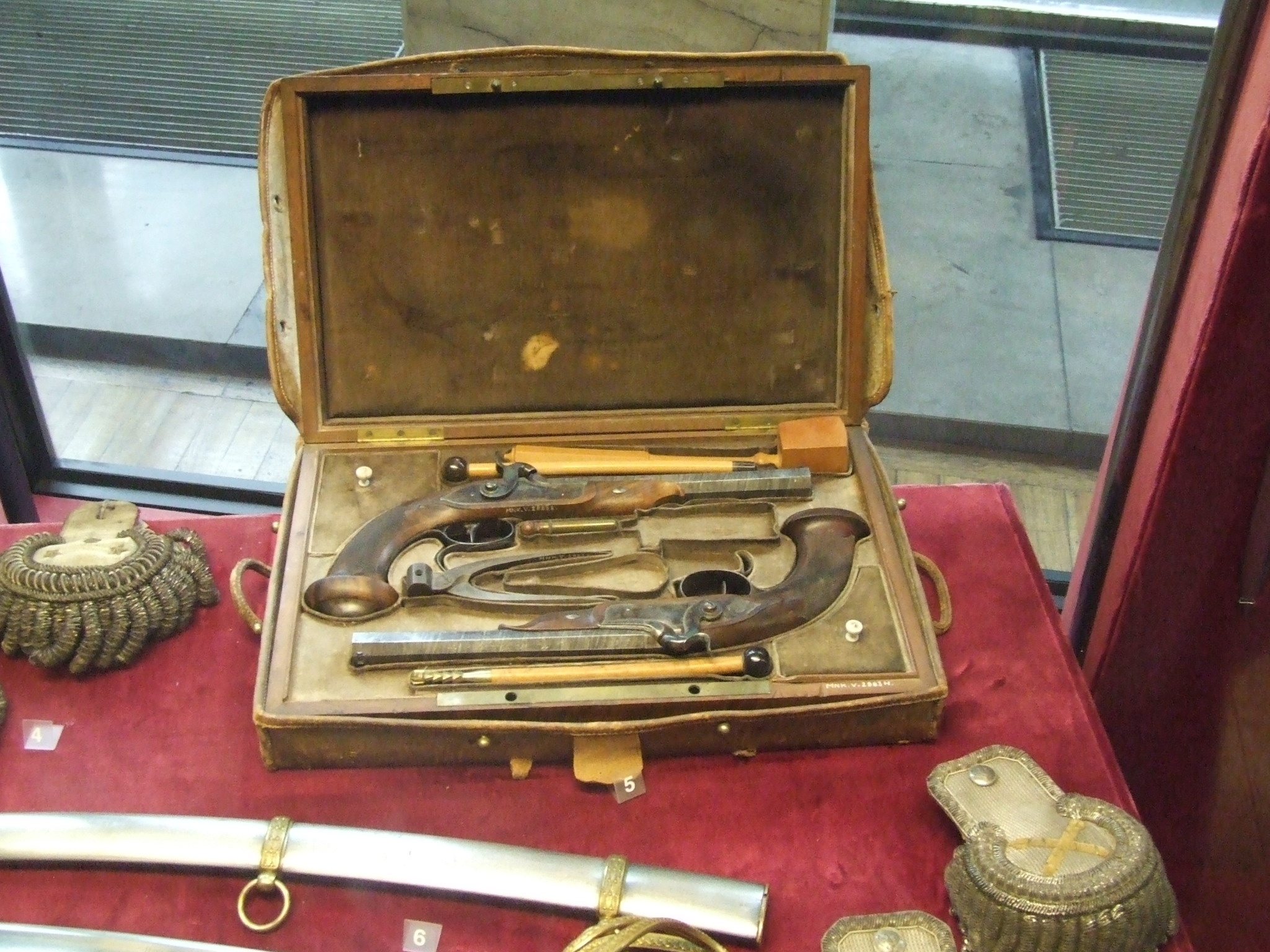
Pistolety J. Chłopickiego

Ostatnie lata życia spędził w Krakowie. Przechadzając się kiedyś z hrabią Adamem Potockim (u którego w tzw. Starym Pałacu w Krzeszowicach mieszkał) pod kopcem Kościuszki miał melancholijnie stwierdzić „i ja mogłem mieć podobny”. Pochowany został w kaplicy na cmentarzu w Krzeszowicach.
Jego nazwisko zostało wyryte na Łuku Triumfalnym w Paryżu.

## Działalność wolnomularska
W 1805 roku, w stopniu sublime écossais, piastował godność przysposobiciela w loży L'Union, następnie wielkiego kontrolera w loży Frères unis – obie to loże polowe przy 1. pułku piechoty liniowej polskiej (Wielki Wschód Włoch w Mediolanie).

## Upamiętnienie
W Muzeum Narodowym w Krakowie znajduje się kaseta z parą pistoletów kapiszonowych Józefa Chłopickiego, które podarował mu w roku 1830 generał La Fayette. Broń pochodzi z paryskiej pracowni rusznikarskiej Lepage.

Tablica pamiątkowa. Kraków. Rynek Główny 38
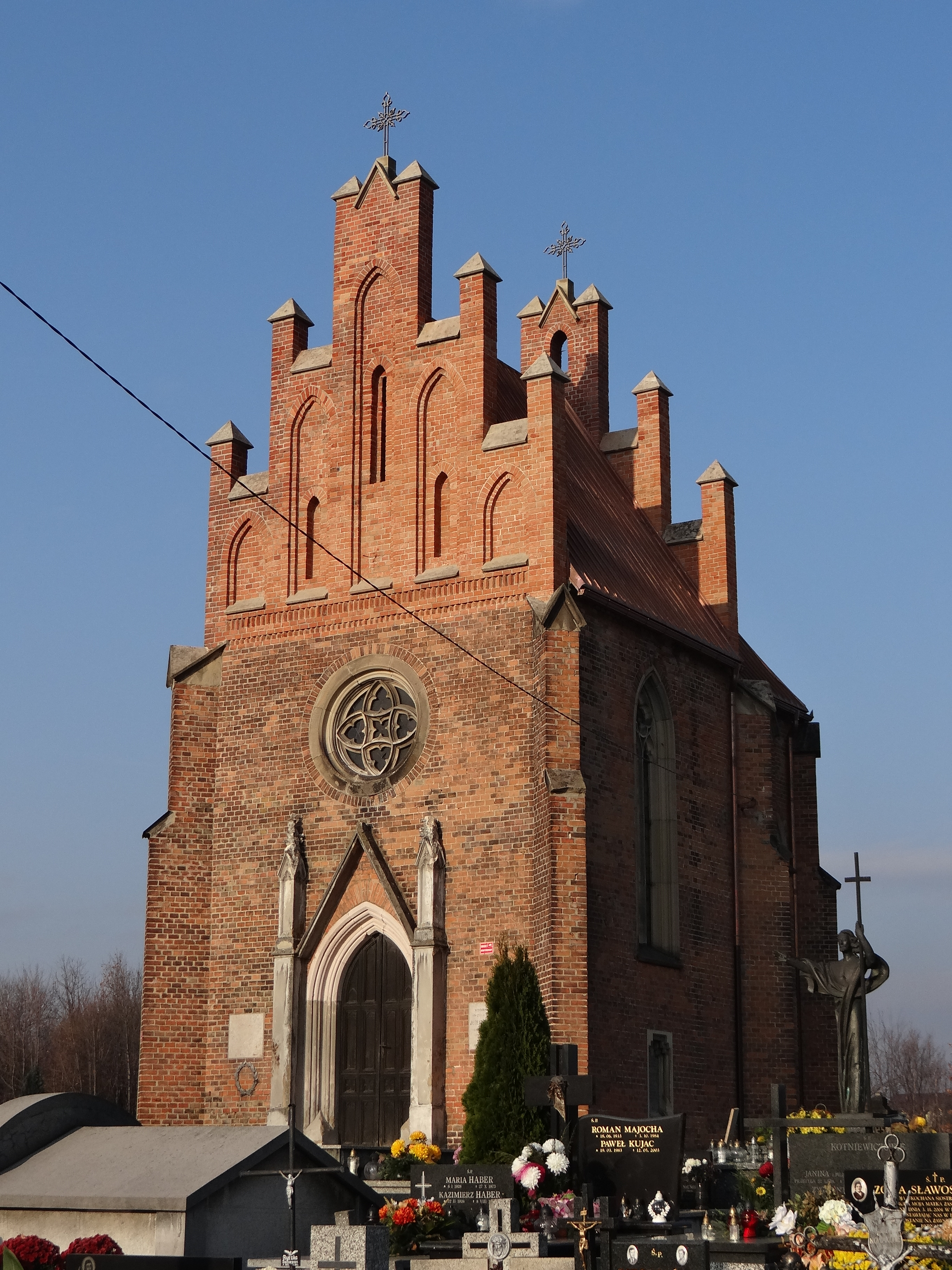
Krzeszowice. Kaplica cmentarna z prochami Józefa Chłopickiego
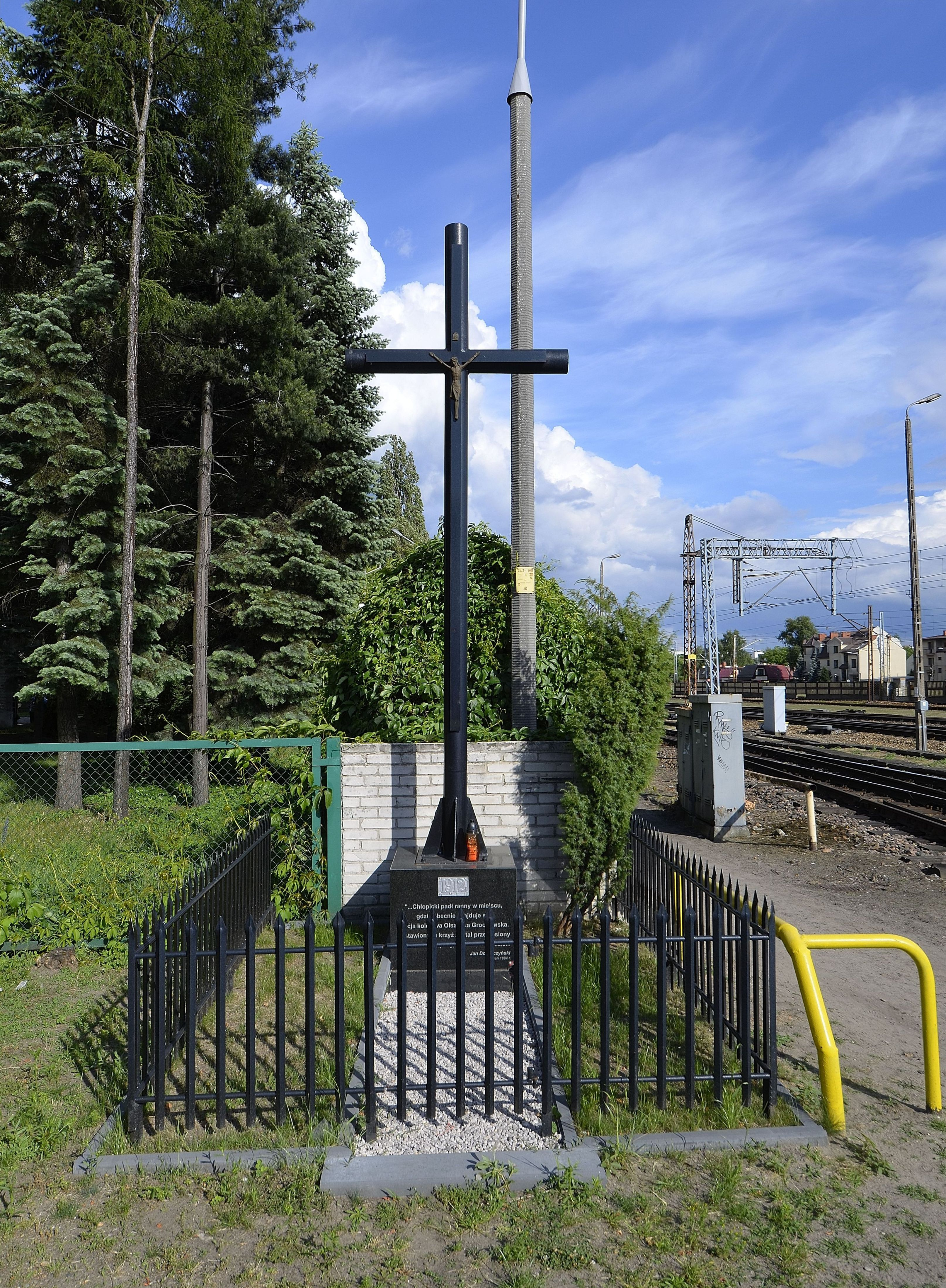
Przeniesiony z terenu stacji kolejowej Olszynka Grochowska krzyż upamiętniający miejsce zranienia Józefa Chłopickiego w czasie bitwy pod Olszynką Grochowską
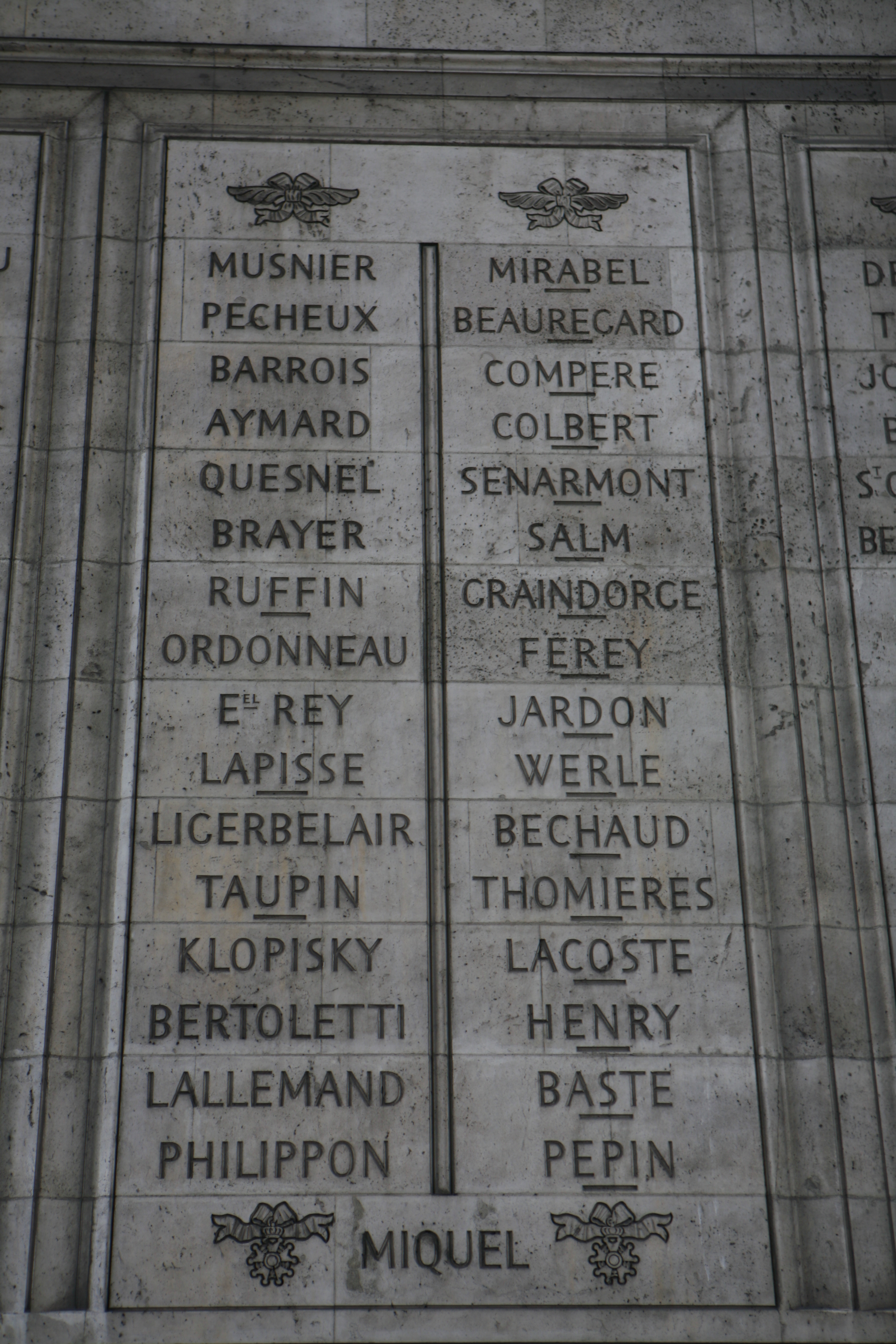
Nazwisko Chłopickiego, zapisane jako KLOPISKY, na Łuku Triumfalnym w Paryżu